# Dave Murray (musicus)

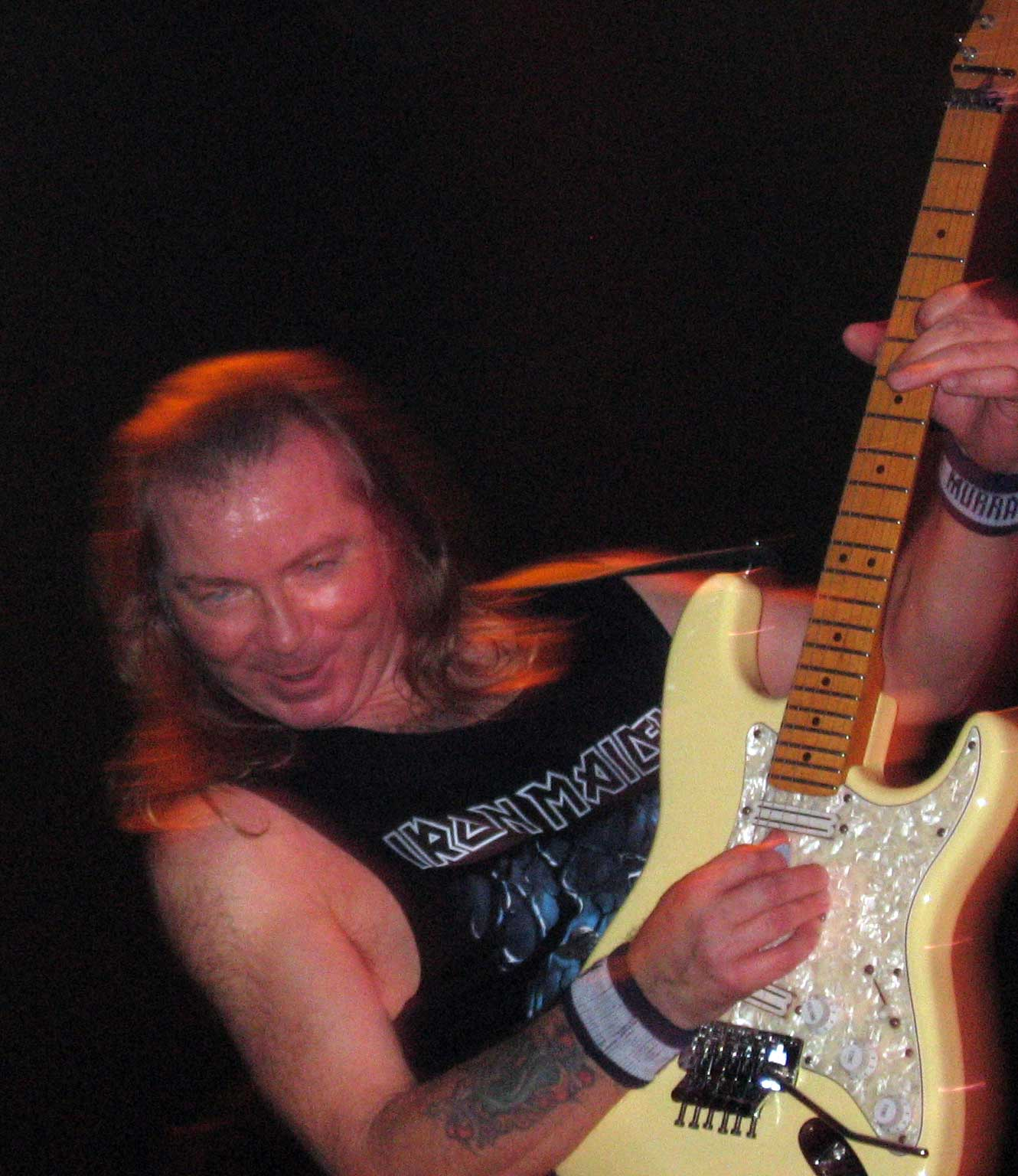
Dave Murray in 2006.

Dave Michael Murray (Londen, 23 december 1956) is een gitarist in de heavymetalband Iron Maiden. Hij werd een paar maanden na de oprichting van de band, in 1976, lid. Samen met de bassist Steve Harris is hij het enige lid dat op elk album heeft gestaan. In 1977 verliet hij Iron Maiden na een ruzie met zanger Dennis Wilcock, maar kwam datzelfde jaar nog terug. Sindsdien is hij bij de band gebleven. Tevens is hij verantwoordelijk voor de intrede van gitarist Adrian Smith (1981-1989, 1999-heden).
Murray is van Schotse en Ierse komaf. Hij is net als Steve Harris in 1956 geboren, zij waren praktisch buren en allebei gek op voetbal. Dave groeide op in een arm gezin. Zijn half-invalide vader was parttime schoonmaker. Door het vele verhuizen van het gezin Murray kon hij niet aarden op school en toen hij op zijn zestiende school verliet, had hij al op een dozijn scholen gezeten. Ook kon hij daardoor zijn plek niet vinden in een van de vele voetbalclubs, waar hij ooit bij had gespeeld.
Als gitarist was hij verantwoordelijk voor de legato-melodielijnen bij Iron Maiden. Hij speelt bijna uitsluitend op Fender Stratocaster-gitaren. Murray heeft ook geschreven voor de band, maar niet zo veel vergeleken met andere bandleden. Meestal laat hij het schrijven van teksten over aan anderen en richt zichzelf meer op de muziek. Tot op de dag van vandaag is Charlotte the Harlot de enige compositie die geheel door Murray is geschreven.
- Bibsys: 5027250
- Biblioteca Nacional de España: XX888859
- International Standard Name Identifier: 0000 0001 3035 3825
- Library of Congress Control Number: no2024012433
- MusicBrainz: 621428e2-892f-4a4e-8254-80312b79913c
- Nationale Bibliotheek van Tsjechië: xx0030977
- Virtual International Authority File: 292434822